# Лихтенштајн на Летњим олимпијским играма 2016.
Лихтенштајн је учествовао на Летњим олимпијским играма 2016. одржаним у Рију де Женеиру, од 5. до 21. августа. Ово је било седамнаесто учешће Литенштајна на олимпијским играма. Дебитовао је на Олимпијским играма 1936. у Берлину и од тада је само два пута пропустио игре: 1956. у Мекбурну и 1980. у Москви
Представљало га је троје спортиста (две жене и један мушкарац) који су се такмичили у 2 спорта (пливање и тенис). Националну заставу на церемонији свечаног отварања игара 5. августа носила је пливачица Јулија Хаслер.
На овим играма лихтенштајнски спортисти нису освојили ниједну медаљу а најбољи резултат постигла је пливачица Јулија Хаслер која је у дисциплини 800 метара слободним стилом заузела 21. место од 30 учесница.
И после ових Игара Лихтенштајн је остао у групи земаља које нису освајале медаље на Летњим олимпијским играма.

## Учесници по спортовима
| Спорт     | Мушкарци | Жене | Укупно |
| --------- | -------- | ---- | ------ |
| Пливање   | 1        | 1    | 2      |
| Тенис     | 0        | 1    | 1      |
| Укупно(2) | 1        | 2    | 3      |

## Пливање
Лихренштајн је добио
Мушкарци
| Пливач        | Дисциплина     | Квалификације | Квалификације | Полуфинале       | Полуфинале       | Финале           | Финале           | Детаљи |
| Пливач        | Дисциплина     | Рез.          | Плас.         | Рез.             | Плас.            | Рез.             | Плас.            | Детаљи |
| ------------- | -------------- | ------------- | ------------- | ---------------- | ---------------- | ---------------- | ---------------- | ------ |
| Криштоф Мајер | 400 м мешовито | 4:19,19       | 22. / 26 (27) | Није се пласирао | Није се пласирао | Није се пласирао | Није се пласирао | [ 2 ]  |

Жене
| Пливачица     | Дисциплина     | Квалификације | Квалификације | Полуфинале        | Полуфинале        | Финале            | Финале            | Детаљи |
| Пливачица     | Дисциплина     | Рез.          | Плас.         | Рез.              | Плас.             | Рез.              | Плас.             | Детаљи |
| ------------- | -------------- | ------------- | ------------- | ----------------- | ----------------- | ----------------- | ----------------- | ------ |
| Јулија Хаслер | 800 м слободно | 8:38,19       | 21. / 27 (30) | Није се пласирала | Није се пласирала | Није се пласирала | Није се пласирала | [ 3 ]  |

## Тенис
Лихтенштајн је добио специјалну позивницу ИТФ за Штефани Вогт (274 на ВТА лидти) да учествује на овим играма.
| Тенисерка    | Дисциплина       | 1. коло                | 2. коло            | 3. коло            | Четвртфинале       | Полуфинале         | финале            | Детаљи |
| Тенисерка    | Дисциплина       | Противник Резултат     | Противник Резултат | Противник Резултат | Противник Резултат | Противник Резултат | финале            | Детаљи |
| ------------ | ---------------- | ---------------------- | ------------------ | ------------------ | ------------------ | ------------------ | ----------------- | ------ |
| Штефани Фогт | Појединачно жене | Ј. Конта ИЗГ 3:6, 1:6) | Није се пласирала  | Није се пласирала  | Није се пласирала  | Није се пласирала  | Није се пласирала | [ 6 ]  |